# Francesco Amatucci
Francesco Amatucci (Arezzo, 15 giugno 2001) è un calciatore italiano, centrocampista del Cittadella.

## Caratteristiche tecniche
Regista dotato di carisma, è abile nell'impostazione del gioco, oltre ad avere un buon fisico.

## Carriera
Cresciuto nel settore giovanile del Perugia, ha iniziato la carriera professionistica nel 2018 al Montevarchi, con cui resta per cinque stagioni, conquistando con i rossoblù la promozione in Serie C e venendo nominato capitano della squadra.
Il 6 luglio 2023 viene tesserato dal Cittadella.

## Statistiche

### Presenze e reti nei club
Statistiche aggiornate al 13 maggio 2025.
| Stagione           | Squadra            | Campionato         | Campionato | Campionato | Coppe nazionali | Coppe nazionali | Coppe nazionali | Coppe continentali | Coppe continentali | Coppe continentali | Altre coppe | Altre coppe | Altre coppe | Totale | Totale |
| Stagione           | Squadra            | Comp               | Pres       | Reti       | Comp            | Pres            | Reti            | Comp               | Pres               | Reti               | Comp        | Pres        | Reti        | Pres   | Reti   |
| ------------------ | ------------------ | ------------------ | ---------- | ---------- | --------------- | --------------- | --------------- | ------------------ | ------------------ | ------------------ | ----------- | ----------- | ----------- | ------ | ------ |
| 2018-2019          | Montevarchi        | D                  | 26+1       | 0          | CI-D            | 2               | 0               | -                  | -                  | -                  | -           | -           | -           | 29     | 0      |
| 2019-2020          | Montevarchi        | D                  | 25         | 3          | CI-D            | 1               | 0               | -                  | -                  | -                  | -           | -           | -           | 26     | 3      |
| 2020-2021          | Montevarchi        | D                  | 33         | 3          | -               | -               | -               | -                  | -                  | -                  | -           | -           | -           | 33     | 3      |
| 2021-2022          | Montevarchi        | C                  | 35         | 0          | CI-C            | 1               | 0               | -                  | -                  | -                  | -           | -           | -           | 36     | 0      |
| 2022-2023          | Montevarchi        | C                  | 31         | 0          | CI-C            | 0               | 0               | -                  | -                  | -                  | -           | -           | -           | 31     | 0      |
| Totale Montevarchi | Totale Montevarchi | Totale Montevarchi | 150+1      | 6          |                 | 4               | 0               |                    | -                  | -                  |             | -           | -           | 155    | 6      |
| 2023-2024          | Cittadella         | B                  | 28         | 2          | CI              | 1               | 1               | -                  | -                  | -                  | -           | -           | -           | 29     | 3      |
| 2024-2025          | Cittadella         | B                  | 37         | 1          | CI              | 1               | 0               | -                  | -                  | -                  | -           | -           | -           | 38     | 1      |
| Totale Cittadella  | Totale Cittadella  | Totale Cittadella  | 65         | 3          |                 | 2               | 1               |                    | -                  | -                  |             | -           | -           | 67     | 4      |
| Totale carriera    | Totale carriera    | Totale carriera    | 215+1      | 9          |                 | 6               | 1               |                    | -                  | -                  |             | -           | -           | 222    | 10     |

## Palmarès

### Club

#### Competizioni nazionali
- Serie D: 1

Montevarchi: 2020-2021 (girone E)